# Nausibius clavicornis
Nausibius clavicornis é uma espécie de insetos coleópteros polífagos pertencente à família Silvanidae.
A autoridade científica da espécie é Kugelann, tendo sido descrita no ano de 1794.
Trata-se de uma espécie presente no território português.